# 單極神經元
单极神经元（Unipolar neuron），是指细胞体只有一个神经突（即轴突，无树突）的神经元，主要存在于无脊椎动物体内。无脊椎动物中枢神经系统中的神经元大都是单极神经元。